# Gregorius van St-Vincent

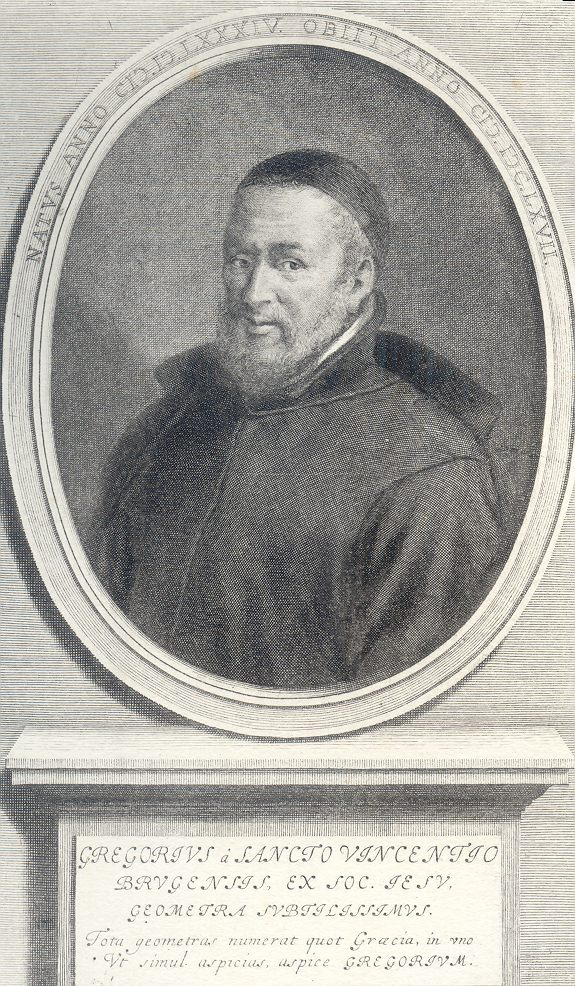
Gregorius van St-Vincent

Gregorius van St-Vincent, Italiaans: Gregorio di San Vincenzo, Frans: Grégoire de Saint-Vincent (Brugge, 8 september 1584 – Gent, 5 juni 1667) was een Vlaamse wiskundige en jezuïet. De beschrijving van de natuurlijke logaritme wordt door sommigen aan hem toegeschreven, door anderen ook aan Alphonse Antonio de Sarasa.

## Voorouders
Gregorio de San Vicente (Gregorio III) stamde uit een Spaanse familie van Joden die zich onder het koningschap van Ferdinand II van Aragon en Isabella I van Castilië tot het katholicisme hadden bekeerd.
Zijn overgrootvader, Pedro de San Vicente, vestigde zich op het einde van de vijftiende eeuw in Brugge. Hij ging er wonen in het Spaans kwartier en werd lid van de Castiliaanse natie, die de wolhandel met Spanje controleerde.
Hij werd hierin opgevolgd door zijn zoon Gregorio I en zijn kleinzoon Gregorio II, die de familiale wolhandel verder uitbreidden. In 1584, kort na de geboorte van Gregorio III, verhuisde Gregorio II met zijn gezin naar Sint-Omaars, stad die door de Spaanse wolhandelaars als draaischijf werd gebruikt voor de distributie naar de Artesische steden. Vanaf 1590 was het gezin weer in Brugge.

## Levensloop
In 1595 begon Gregorio zijn middelbare studies aan het Brugse jezuïetencollege, gevestigd op de Schottenplaats (nu Sint-Maartensplein). De rector van het college was de jezuïet Jacques Vanderstraeten. De voertaal was het Latijn.
Gregorio wenste in te treden in de Societas Jesu, maar dit bleek moeilijk. In 1593 hadden de jezuïeten, tijdens hun algemene vergadering in Toledo, beslist dat de toegang tot de orde aan afstammelingen van Joden en Moren werd ontzegd.
In afwachting dat hierin versoepeling zou kunnen komen, trok Gregorius van St-Vincent naar het door de jezuïeten geleide 'Collège d'Anchin' dat deel uitmaakte van de universiteit van Dowaai. Hij volgde er cursussen wijsbegeerte (1601-1602) en wiskunde (1603-604).
In 1605 vond rector Vanderstraeten een mogelijkheid om hem toch jezuïet te laten worden. De voorwaarden waren dat hij zoveel mogelijk de banden met zijn familie verbrak en zijn afstamming verhulde. Ook trad hij niet in een noviciaat in de Nederlanden, maar op 21 oktober 1605 werd hij toegelaten tot het noviciaat Sancto Andrea in Rome. Voortaan noemde hij zich Gregorius a Sancto Vincentio. In 1607 legde hij de eeuwige geloften af van armoede, zuiverheid en gehoorzaamheid.
Hij vervolgde zijn studies in wijsbegeerte, godgeleerdheid en wiskunde in Rome aan het Collegium Romanum. Hij werd de wiskundige protegé van Christopher Clavius (ook een jezuïet) en een enthousiaste bewonderaar van Galileo. St-Vincent bleef in Rome tot aan de dood van Christopher Clavius in 1612.
Hij keerde terug naar Brabant en beëindigde zijn theologische studies in Leuven. In mei 1613 werd hij tot priester gewijd. Vervolgens werd hij leraar Grieks aan het jezuïetencollege in Brussel (1613-1614) en studieprefect aan dat van Den Bosch (1614-1615). In 1615 was hij enkele maanden aalmoezenier van de Spaanse troepen in de Nederlanden. Daarna werd hij benoemd in het jezuïetencollege van Antwerpen.
Dat zelfde jaar stichtte de Antwerpse wiskundeleraar François d'Aguilon een speciale wiskundeschool. Sancto Vincento hielp hem bij het opstellen van het wiskundecurriculum en werd er hoogleraar (1617-1620). Hij was er de leermeester van Jan-Karel della Faille, een Vlaamse jezuïet en wiskundige.
In 1621 verhuisde de school naar Leuven (1621-1625) en Sancto Vincento verhuisde mee. Hij liet zich omringen door een groep wiskundeleerlingen, onder wie Guilelmus Boelmans (Maastricht) en Theodore Moretus (Antwerpen).

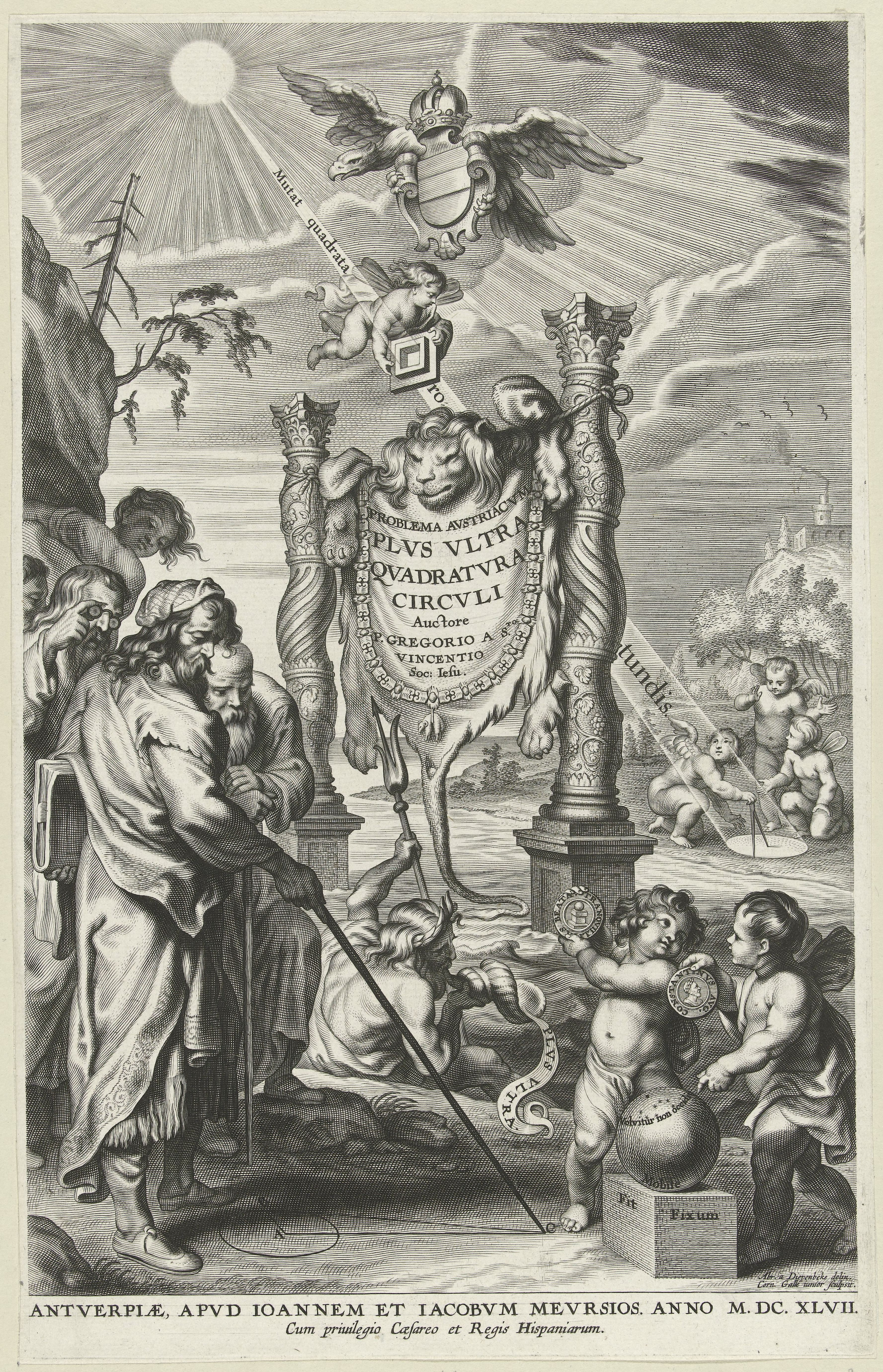
Titelpagina van het Opus geometricum quadraturae circuli et sectionum coni, decem libris comprehensum over de kwadratuur van de cirkel.

Hij had de tijd om, naast zijn lesgeven, verdere opzoekingen te doen en schreef zijn magnum opus, Opus Geometricum Quadraturae Circuli et Sectionum Coni, gepubliceerd in 1647. Het ging om een werk waarin hij een oplossing voorstelde voor het probleem van de kwadratuur van de cirkel. Hij stuurde in 1625 het handschrift naar Rome, teneinde van zijn oversten toestemming tot publicatie te krijgen. Zijn werk werd beoordeeld door de wiskundige Chistoph Grienberger (1561-1636), die echter wees op verschillende lacunes in de ontwikkelde redenering. Sint-Vincent werd naar Rome ontboden om zich te verdedigen, maar Grienberger bevestigde zijn kritiek in een eindrapport en in 1627 werd een publicatie van het werk tot nadere orde afgewezen.
Deze tegenslag verhinderde de stijgende bekendheid van de wiskundige niet. Eind 1627 ging hij in op de uitnodiging van keizer Ferdinand III om in dienst te komen aan het keizerlijk hof in Praag. Hij bleef er tot in 1632. Het was geen onverdeeld gelukkige tijd, want begin 1628 werd hij getroffen door een beroerte die hem gedurende korte tijd verlamde. Hierop volgde een depressie. Dit belette niet dat hij verder werkte aan zijn wiskundig onderzoek, bijgestaan door Theodorus Moretus.
Een verder ongeluk sproot voort uit de inname van Praag in 1631 door Saksische troepen. Het jezuïetencollega werd in brand gestoken en vele manuscripten van Sint-Vincent gingen mee in de vlammen op. Gelukkig werden zijn geschriften over de cirkelkwadratuur door zijn collega Rodrigue Ariaga gered en naar Wenen overgebracht. Na een kort verblijf in deze stad, kwam Gregorius weer naar de Nederlanden. Van 1642 tot aan zijn dood in 1667 was hij verbonden aan het jezuïetencollege van de Voldersstraat in Gent.
In 1641 kreeg hij zijn handschriften weer in handen, die in Wenen waren gebleven en hij begon met nieuwe moed te werken aan wat zijn belangrijkste werk moest zijn. Deze keer was geen sprake meer van toelating vanuit Rome en het 1250 bladzijden tellende in-folio-boek, in tien hoofdstukken, werd gedrukt in Antwerpen bij Johannes en Jacobus Meursius.
Het tiende deel introduceerde de technieken die moesten leiden tot de oplossing van de cirkelkwadratuur. Hij werd bekritiseerd, onder meer door Christiaan Huygens en door de Franse pater Marin Mersenne.
Het is pas veel later dat de Duitse wiskundige Ferdinand von Lindemann (1852-1939) het bewijs leverde dat de oplossing van de cirkelkwadratuur gewoon niet mogelijk is.

## Publicaties
- Cometis, 1616.

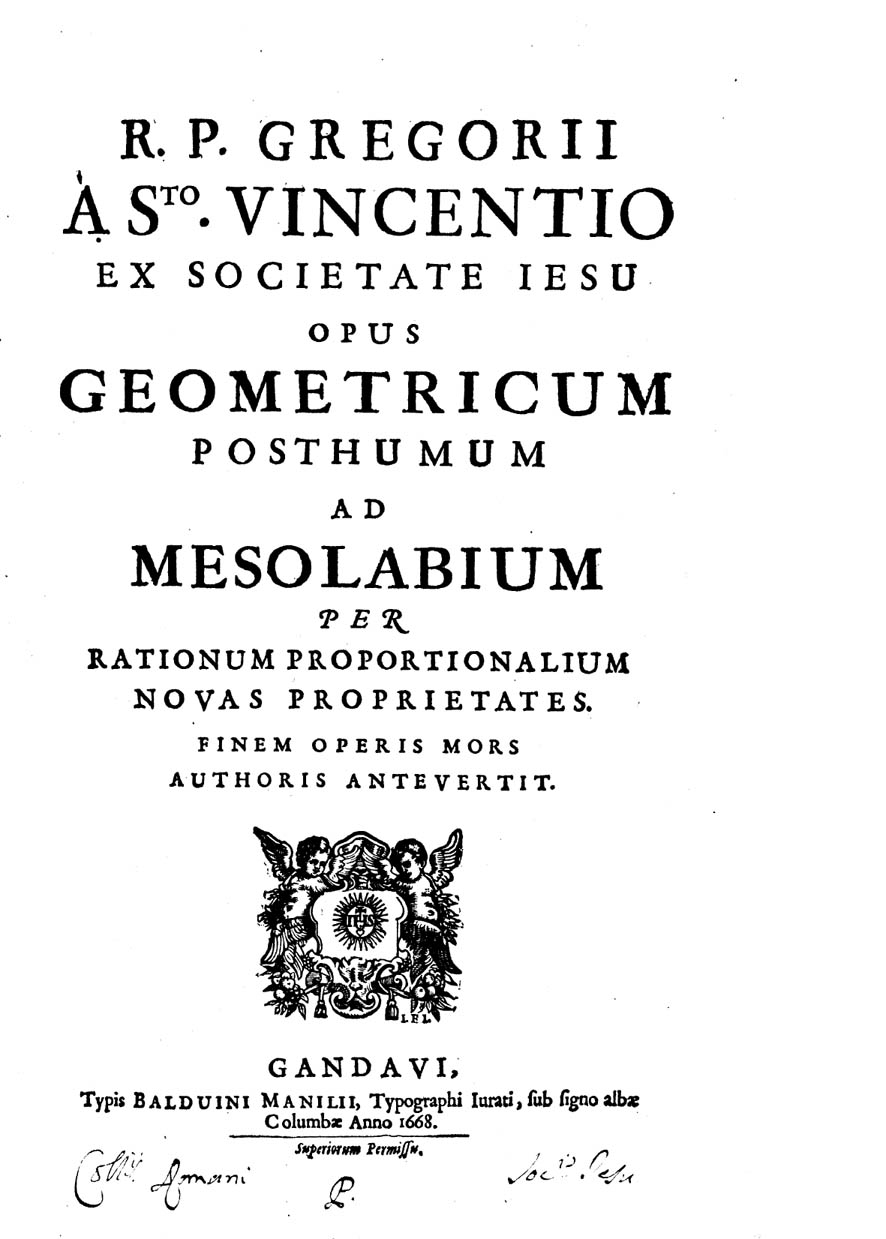
Opus geometricum posthumum, 1668

- Theoremata mathematice scientiae staticae, 1624.
- Opus geometricum quadraturae circuli et sectionum coni decem libris comprehensum, Anvers, 1647.
- Opus geometricum ad mesolabum per rationum, proportionalitatumque novas proprietates, Gent, 1668. full text